# Tim Zimmermann (Rennfahrer)

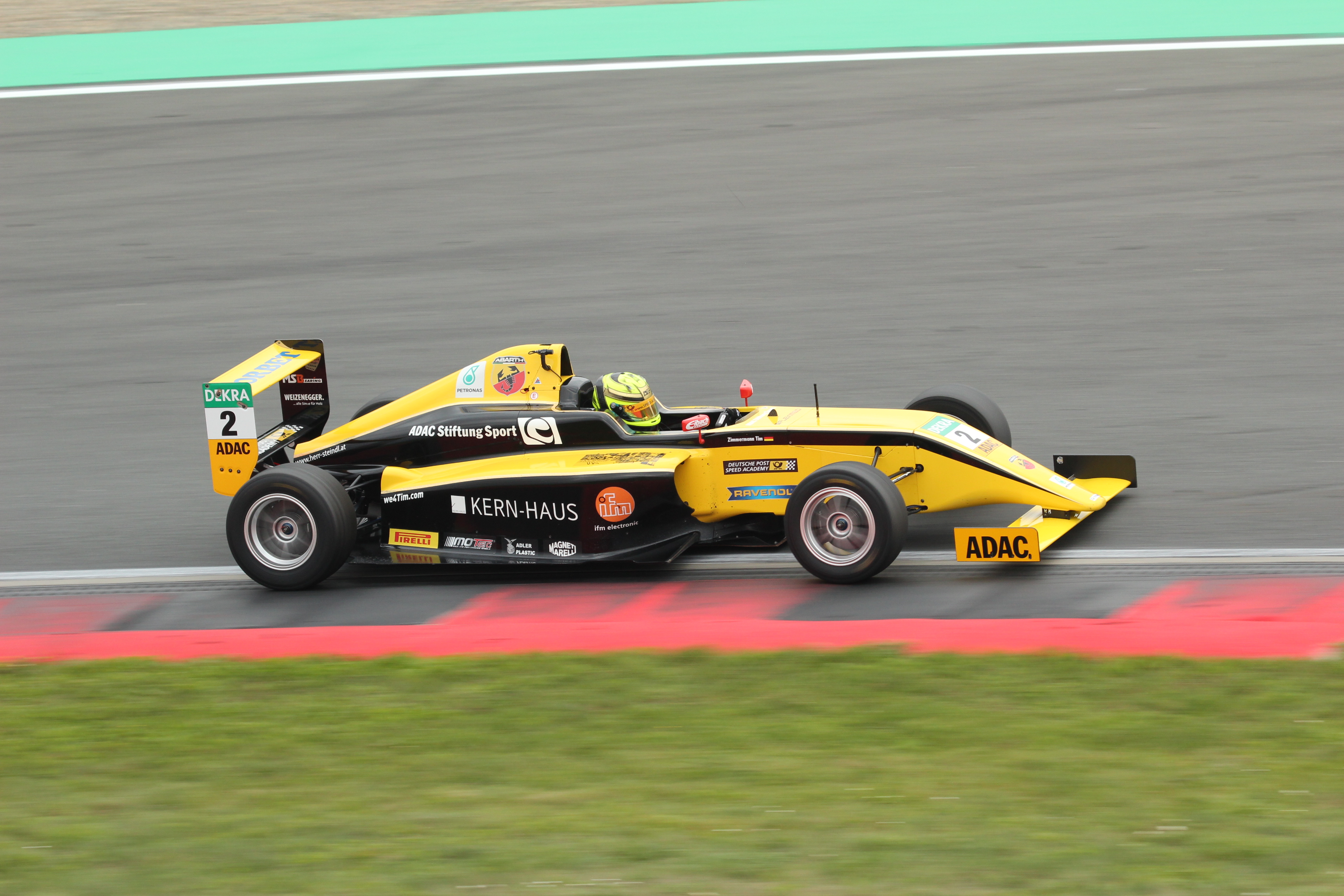
Tim Zimmermann in Oschersleben in der deutschen Formel 4 Meisterschaft 2015

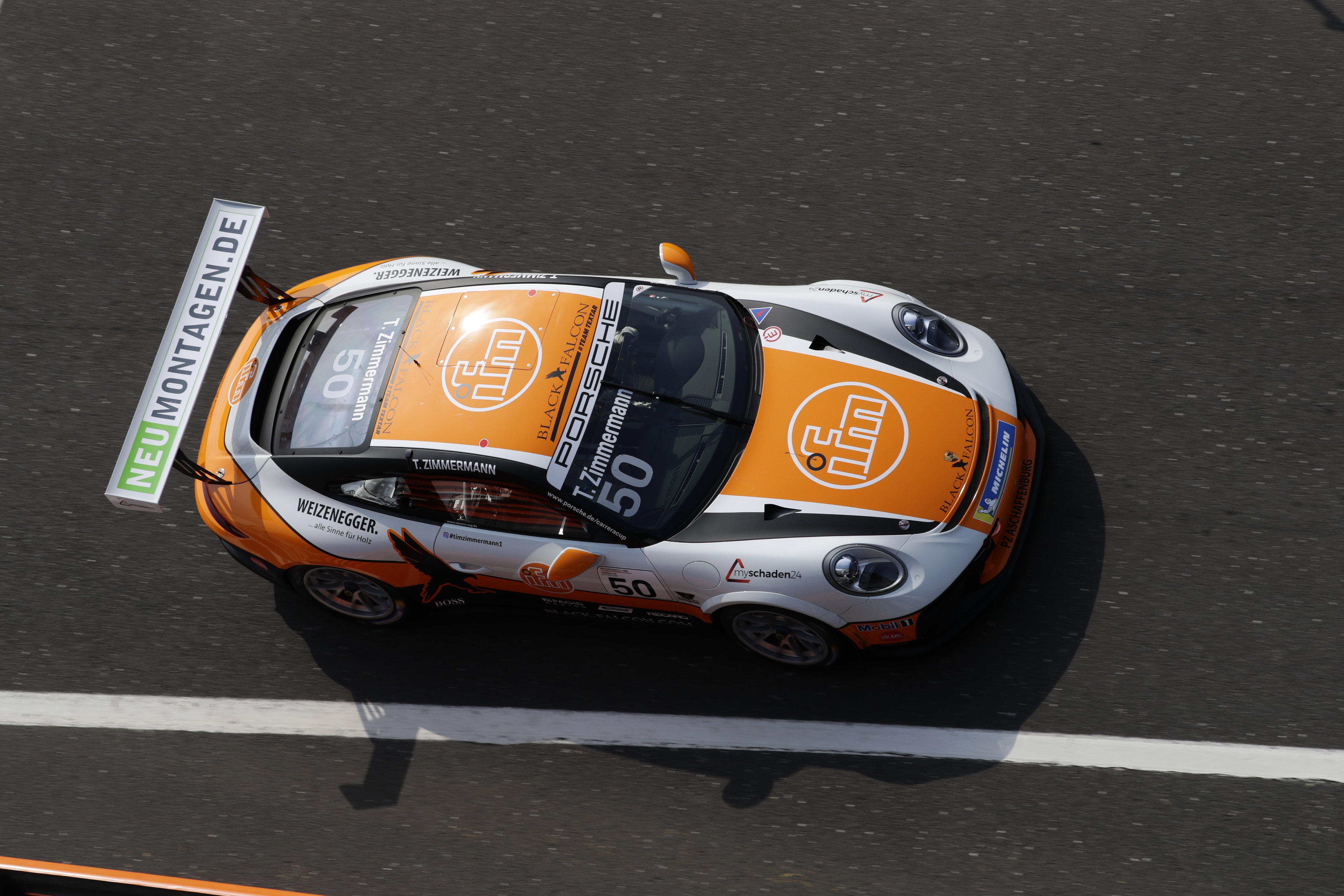
Tim Zimmermann im April 2019 bei Testfahrten im tschechischen Most

Tim Zimmermann (* 6. September 1996 in Langenargen) ist ein deutscher Automobilrennfahrer. 2020 startet er in den ADAC GT Masters.

## Karriere
Zimmermann begann seine Motorsportkarriere von 2007 im Kartsport und war bis 2013 in dieser Sportart aktiv. Zimmermann nahm an Kart-Europa- und Weltmeisterschaften teil. 2012 wurde Vizemeister und bester Neuling im ADAC Kart Masters sowie Zweiter im KF2-Euro-Wintercup.
2014 wechselte Zimmermann in den Formelsport und ging für Neuhauser Racing in der ADAC Formel Masters an den Start. Er kam nur einmal nicht in die Punkte, erreichte zehn Podest-Platzierungen und erzielte auf dem Slovakiaring seinen ersten Sieg. Als bester Neuling beendete er die Saison auf dem dritten Platz in der Gesamtwertung. Mit seinem Teamkollegen Mikkel Jensen, der die Fahrerwertung für sich entschied, gewann er die Teamwertung für Neuhauser Racing. 2015 blieb Zimmermann bei Neuhauser Racing und erhielt ein Cockpit in der deutschen Formel-4-Meisterschaft, der Nachfolgeserie der ADAC Formel Masters. Zwei zweite Plätze waren seine besten Ergebnisse. Er erreichte als bester Fahrer seines Teams den sechsten Gesamtrang. Darüber hinaus fuhr er bei einer Veranstaltung für das Prema Powerteam in der italienischen Formel-4-Meisterschaft 2015.
2016 wechselte Zimmermann in die ADAC TCR Germany und somit vom Formel- in den Tourenwagensport. Mit dem Liqui Moly Team Engstler kam er mit seinem Golf GTI TCR drei Mal aufs Podium und wurde Achter der Endabrechnung. In diesem Jahr startete Zimmermann ebenfalls beim 24-Stunden-Rennen auf der Nordschleife. 2017 wechselte Tim Zimmermann zum Team Target Competition und wurde auf einem Audi RS 3 LMS 15. der Gesamtwertung. 
Seit 2018 ist Tim Zimmermann beim Team Black Falcon im Porsche Carrera Cup Deutschland aktiv. In seiner Premierensaison wurde der Langenargener Dritter der Rookie-Wertung und kam auf den sechsten Gesamtrang. Seinen größten Erfolg feierte er mit einem dritten Platz auf dem Sachsenring. Parallel dazu bestritt Zimmermann zusammen mit dem Australier Timothy Macrow die FRD LMP3 Serie in China auf einem LeMans Prototypen. Die beiden Piloten kamen regelmäßig aufs Podium und belegten Rang vier in der Gesamtwertung. 2019 ging Tim Zimmermann in seine zweite Saison im Porsche Carrera Cup Deutschland und landete auf Rang zwölf der Gesamtwertung. Zusätzlich absolvierte er einige Gaststarts in der China Endurance Championship und beendete alle Rennen auf dem Podium.
2020 wechselt Tim Zimmermann in den GT Sport. Zusammen mit dem Grasser Racing Team und seinem niederländischen Teamkollegen Steijn Schothorst startet er mit einem Lamborghini Huracán GT3 im ADAC GT Masters.

## Sonstiges
Tim Zimmermann war Förderpilot der ADAC-Stiftung Sport und wurde zudem im Rahmen der Deutsche Post Speed Academy gefördert.
Zimmermann hat sich zur Finanzierung seiner Motorsportkarriere im Alter von 16 Jahren selbständig gemacht. Unter anderem betrieb die Tim Zimmermann KG das Internet-Streamingportal tim-tv. Außerdem veranstaltet Zimmermann Events. Zimmermann schloss 2015 eine Ausbildung zum Kaufmann für Marketingkommunikation ab und ist seither Geschäftsführer der Tim Zimmermann GmbH & Co. KG. Seit 2018 ist Tim Zimmermann als Coach aktiv und entwickelte eigene Coaching-Programme für Sportler.
2013 war Tim Zimmermann Teil einer Wette in der Fernsehsendung Wetten, dass..?.

## Statistik

### Karrierestationen
- 2007–2013: Kartsport
- 2014: ADAC Formel Masters (Platz 3)
- 2015: Deutsche Formel 4 (Platz 6)
- 2015: Italienische Formel 4 (Platz 26)
- 2016: ADAC TCR Germany (Platz 8)
- 2017: ADAC TCR Germany (Platz 15)
- 2018: Porsche Carrera Cup Deutschland (Platz 6)
- 2019: Porsche Carrera Cup Deutschland (Platz 12)
- 2020: ADAC GT Masters

### Einzelergebnisse in der ADAC-Formel-Masters
| Jahr | Team             | 1   | 2   | 3   | 4   | 5   | 6   | 7   | 8   | 9   | 10  | 11  | 12  | 13  | 14  | 15  | 16  | 17  | 18  | 19  | 20  | 21  | 22  | 23  | 24  | Punkte | Rang |
| ---- | ---------------- | --- | --- | --- | --- | --- | --- | --- | --- | --- | --- | --- | --- | --- | --- | --- | --- | --- | --- | --- | --- | --- | --- | --- | --- | ------ | ---- |
| 2014 | Neuhauser Racing | OSC | OSC | OSC | ZAN | ZAN | ZAN | LAU | LAU | LAU | SPI | SPI | SPI | SVK | SVK | SVK | NÜR | NÜR | NÜR | SAC | SAC | SAC | HOC | HOC | HOC | 224    | 3.   |
| 2014 | Neuhauser Racing | 3   | 7   | 2   | 2   | 6   | 2   | 9   | 10  | 6   | DNF | 5   | 5   | 2   | 9   | 1   | 4   | 5   | 2   | 3   | 3   | 5   | 5   | 5   | 2   | 224    | 3.   |

### Einzelergebnisse in der deutschen Formel-4-Meisterschaft
| Jahr | Team             | 1   | 2   | 3   | 4   | 5   | 6   | 7   | 8   | 9   | 10  | 11  | 12  | 13  | 14  | 15  | 16  | 17  | 18  | 19  | 20  | 21  | 22  | 23  | 24  | Punkte | Rang |
| ---- | ---------------- | --- | --- | --- | --- | --- | --- | --- | --- | --- | --- | --- | --- | --- | --- | --- | --- | --- | --- | --- | --- | --- | --- | --- | --- | ------ | ---- |
| 2015 | Neuhauser Racing | OS1 | OS1 | OS1 | SPI | SPI | SPI | SPA | SPA | SPA | LAU | LAU | LAU | NÜR | NÜR | NÜR | SAC | SAC | SAC | OS2 | OS2 | OS2 | HOC | HOC | HOC | 152    | 6.   |
| 2015 | Neuhauser Racing | 8   | 6   | 32* | 5   | 2   | DNF | 13  | DNF | 6   | 12  | 7   | 4   | 10  | 27* | 9   | 3   | 6   | 8   | 6   | 4   | 2   | 4   | 7   | DNF | 152    | 6.   |

| Legende  | Legende            | Legende                                                          |
| Farbe    | Abkürzung          | Bedeutung                                                        |
| -------- | ------------------ | ---------------------------------------------------------------- |
| Gold     | –                  | Sieg                                                             |
| Silber   | –                  | 2. Platz                                                         |
| Bronze   | –                  | 3. Platz                                                         |
| Grün     | –                  | Platzierung in den Punkten                                       |
| Blau     | –                  | Klassifiziert außerhalb der Punkteränge                          |
| Violett  | DNF                | Rennen nicht beendet (did not finish)                            |
| Violett  | NC                 | nicht klassifiziert (not classified)                             |
| Rot      | DNQ                | nicht qualifiziert (did not qualify)                             |
| Rot      | DNPQ               | in Vorqualifikation gescheitert (did not pre-qualify)            |
| Schwarz  | DSQ                | disqualifiziert (disqualified)                                   |
| Weiß     | DNS                | nicht am Start (did not start)                                   |
| Weiß     | WD                 | zurückgezogen (withdrawn)                                        |
| Hellblau | PO                 | nur am Training teilgenommen (practiced only)                    |
| Hellblau | TD                 | Freitags-Testfahrer (test driver)                                |
| ohne     | DNP                | nicht am Training teilgenommen (did not practice)                |
| ohne     | INJ                | verletzt oder krank (injured)                                    |
| ohne     | EX                 | ausgeschlossen (excluded)                                        |
| ohne     | DNA                | nicht erschienen (did not arrive)                                |
| ohne     | C                  | Rennen abgesagt (cancelled)                                      |
| ohne     | keine WM-Teilnahme |                                                                  |
| sonstige | P/fett             | Pole-Position                                                    |
| sonstige | 1/2/3/4/5/6/7/8    | Punktplatzierung im Sprint-/Qualifikationsrennen                 |
| sonstige | SR/kursiv          | Schnellste Rennrunde                                             |
| sonstige | *                  | nicht im Ziel, aufgrund der zurückgelegten Distanz aber gewertet |
| sonstige | ()                 | Streichresultate                                                 |
| sonstige | unterstrichen      | Führender in der Gesamtwertung                                   |

### Einzelergebnisse in der italienischen Formel-4-Meisterschaft
| Jahr | Team             | 1   | 2   | 3   | 4   | 5   | 6   | 7   | 8   | 9   | 10  | 11  | 12  | 13  | 14  | 15  | 16  | 17  | 18  | 19  | 20  | 21  | Punkte | Rang |
| ---- | ---------------- | --- | --- | --- | --- | --- | --- | --- | --- | --- | --- | --- | --- | --- | --- | --- | --- | --- | --- | --- | --- | --- | ------ | ---- |
| 2015 | Prema Power Team | VAL | VAL | VAL | MNZ | MNZ | MNZ | IMO | IMO | IMO | MUG | MUG | MUG | ADR | ADR | ADR | IMO | IMO | IMO | MIS | MIS | MIS | 2      | 26.  |
| 2015 | Prema Power Team |     |     |     | 9   | 20  | DNF |     |     |     |     |     |     |     |     |     |     |     |     |     |     |     | 2      | 26.  |

| Legende  | Legende            | Legende                                                          |
| Farbe    | Abkürzung          | Bedeutung                                                        |
| -------- | ------------------ | ---------------------------------------------------------------- |
| Gold     | –                  | Sieg                                                             |
| Silber   | –                  | 2. Platz                                                         |
| Bronze   | –                  | 3. Platz                                                         |
| Grün     | –                  | Platzierung in den Punkten                                       |
| Blau     | –                  | Klassifiziert außerhalb der Punkteränge                          |
| Violett  | DNF                | Rennen nicht beendet (did not finish)                            |
| Violett  | NC                 | nicht klassifiziert (not classified)                             |
| Rot      | DNQ                | nicht qualifiziert (did not qualify)                             |
| Rot      | DNPQ               | in Vorqualifikation gescheitert (did not pre-qualify)            |
| Schwarz  | DSQ                | disqualifiziert (disqualified)                                   |
| Weiß     | DNS                | nicht am Start (did not start)                                   |
| Weiß     | WD                 | zurückgezogen (withdrawn)                                        |
| Hellblau | PO                 | nur am Training teilgenommen (practiced only)                    |
| Hellblau | TD                 | Freitags-Testfahrer (test driver)                                |
| ohne     | DNP                | nicht am Training teilgenommen (did not practice)                |
| ohne     | INJ                | verletzt oder krank (injured)                                    |
| ohne     | EX                 | ausgeschlossen (excluded)                                        |
| ohne     | DNA                | nicht erschienen (did not arrive)                                |
| ohne     | C                  | Rennen abgesagt (cancelled)                                      |
| ohne     | keine WM-Teilnahme |                                                                  |
| sonstige | P/fett             | Pole-Position                                                    |
| sonstige | 1/2/3/4/5/6/7/8    | Punktplatzierung im Sprint-/Qualifikationsrennen                 |
| sonstige | SR/kursiv          | Schnellste Rennrunde                                             |
| sonstige | *                  | nicht im Ziel, aufgrund der zurückgelegten Distanz aber gewertet |
| sonstige | ()                 | Streichresultate                                                 |
| sonstige | unterstrichen      | Führender in der Gesamtwertung                                   |

### Sebring-Ergebnisse
| Jahr | Team                    | Fahrzeug                | Teamkollege   | Teamkollege     | Platzierung | Ausfallgrund |
| ---- | ----------------------- | ----------------------- | ------------- | --------------- | ----------- | ------------ |
| 2021 | GRT Grasser Racing Team | Lamborghini Huracán GT3 | Franck Perera | Stephen Simpson | Ausfall     | Motorschaden |